# Хенштет (Дитмаршен)
Хенштет (њем. Hennstedt) општина је у њемачкој савезној држави Шлезвиг-Холштајн. Једно је од 115 општинских средишта округа Дитмаршен. Према процјени из 2010. године у општини је живјело 1.941 становника. Посједује регионалну шифру (AGS) 1051049.

## Географски и демографски подаци
Хенштет се налази у савезној држави Шлезвиг-Холштајн у округу Дитмаршен. Општина се налази на надморској висини од 15 метара. Површина општине износи 21,9 km². У самом мјесту је, према процјени из 2010. године, живјело 1.941 становника. Просјечна густина становништва износи 89 становника/km².